# دیوید موری موری-لیون
دیوید موری موری-لیون (انگلیسی: David Murray-Lyon; ۱۴ اوت ۱۸۹۰ – ۴ فوریهٔ ۱۹۷۵) فرد نظامی اهل بریتانیا بود.